# Bibimys labiosus
Bibimys labiosus is een zoogdier uit de familie van de Cricetidae. De wetenschappelijke naam van de soort werd voor het eerst geldig gepubliceerd door Winge in 1887.

## Voorkomen
De soort komt voor in Argentinië en Brazilië.